# Un Santa Claus musculat
Un Santa Claus musculat (títol original: Santa with muscles) és una comèdia  estatunidenca dirigida per John Murlowski el 1996. Ha estat doblada al català.

## Argument
Sanville, Califòrnia. Una petita ciutat tranquil·la, pintoresca, on es vivia bé fins que la violència i el crim hi van aterrar. Només un miracle podria salvar-la. Aquest miracle arriba sota els traços d'un misteriós desconegut que afirma ser… el Pare Noël ! Les coses comencen a canviar, però els dolents no han dit la seva última paraula.

## Repartiment
- Hulk Hogan: Blake
- Ed Begley Jr: Ebner Frost
- Don Stark: Lenny
- Robin Curtis
- Kevin West: Dr. Flint